# Johannes Acronius Frisius
Johannes Acronius (of Atrocianus) Frisius (Akkrum, Friesland, 1520 - Bazel, 18 oktober 1564) was een 16e-eeuws Fries arts en wiskundige.
Hij werd genoemd naar zijn geboorteplaats Akkrum. Vanaf 1547 werkte hij als hoogleraar wiskunde in Bazel, na 1549 werkte hij als hoogleraar in de logica, en vanaf 1564 als hoogleraar in de geneeskunde. Nog in hetzelfde jaar stierf hij aan de gevolgen van de pest. Afgezien van wiskundige en natuurwetenschappelijke werken, schreef hij ook Latijnse poëzie en humanistische traktaten.

## Publicaties
- De motu terrae
- De sphaera
- De astrolabio et annuli astronomici confectione
- Cronicon und Progrosticon astronomica, manuscript
- biografie en 45 aforismen van de wederdoper David Joris.